# Rick Atkinson
Rick Atkinson (ur. 1952 w Monachium) – amerykański dziennikarz i autor książek. Uhonorowany sam lub z zespołem czterema Nagrodami Pulitzera.

## Życiorys
Atkinson urodził się i dorastał w Monachium, gdzie jego ojciec był oficerem armii amerykańskiej w bazie wojskowej.
Tytuł licencjata zdobył na Uniwersytecie East Carolina w 1974 roku, a tytuł MA na Uniwersytecie Chicagowskim dwa lata później. Pierwszą pracę jako dziennikarz podjął w The Morning Sun w Pittsburg w stanie Kansas. 
W 1977 roku Atkinson zaczął pracę w Kansas City Times. Pracując w tym czasopiśmie, w 1982 roku zdobył swoją pierwszą Nagrodę Pulitzera, w dziedzinie reportażu krajowego, za cykl artykułów o roczniku 1966 akademii West Point. Atkinson miał także wkład w pracę zespołu nagrodzoną Nagrodą Pulitzera w tym samym roku za reportaż o katastrofie w centrum Hyatt Regency. 
W 1983 roku podjął pracę w The Washington Post, gdzie był dziennikarzem odpowiedzialnym za Pentagon i wybory prezydenckie w 1984 roku. Przez dwa lata był także redaktorem krajowym. W 1988 roku wziął urlop w celu ukończenia swojej książki Long Gray Line, którą rozpoczął pisać jeszcze podczas pobytu w Kansas City.
Do Washington Post wrócił w 1989 roku, gdzie został głównym reporterem I wojny w Zatoce Perskiej. Po tym okresie ponownie wziął urlop w celu dokończenia książki o tamtych wydarzeniach: Crusade: The Untold Story of the Persian Gulf War.
Po powrocie w 1993 roku był redaktorem działu berlińskiego, zajmującego się konfliktami w Bośni i Hercegowinie oraz Somalii. W 1999 roku Washington Post zdobył Nagrodę Pulitzera za służbę publiczną za, będącą pomysłem Atkinsona, serię reportaży i doniesień prasowych o pracy wydziału policji waszyngtońskiej. 
Kolejną nagrodę Pulitzera zdobył w roku 2003 za książkę historyczną An Army at Dawn: The War in North Africa, 1942-1943.

## Dorobek pisarski
- The Long Gray Line. 1989. Brak numerów stron w książce
- Crusade: The Untold Story of the Persian Gulf War. 1993. Brak numerów stron w książce
- An Army at Dawn: The War in North Africa, 1942-1943. 2002. Brak numerów stron w książce
- In the Company of Soldiers: A Chronicle of Combat. 2004. Brak numerów stron w książce
- The Day of Battle: The War in Sicily and Italy, 1943-1944. 2007. Brak numerów stron w książce